# Tsuchinoko
Le tsuchinoko (槌の子) est une créature présente dans le folklore populaire au Japon. Il est décrit comme un serpent au corps extrêmement court et épais. Dans la période contemporaine, depuis les années 60-70, le tsuchinoko est décrit comme un cryptide, dont l’observation a fait l’objet de nombreux témoignages plus ou moins douteux dans tout le pays.

## Étymologie
Le terme tsuchinoko se compose des termes tsuchi (槌 ; marteau), dérivant du terme yokodzuchi (横槌) désignant un maillet utilisé dans des travaux agricoles ou artisanaux, ainsi que de ko (子 ; enfant), donnant l’appellation « enfant d’un marteau ». Il s’agit d’un expression dialectale utilisée dans la partie centrale du Japon, particulièrement dans les régions de Kyoto, Mie, Nara et au nord de Shikoku. Une quarantaine de dénominations régionales auraient été recensés, dont la plupart conservent l’idée d’un bâton servent à taper sur quelque chose. Dans la région du Tōhoku, il est également désigné sous le nom de bachi-hebi, de hebi (蛇 ; serpent) et bachi, dont le sens est pluriel, désignant notamment des bâtons de bois utilisés pour battre sur des taiko, mais également une punition divine causée par le karma par exemple. D’autres variantes existent comme les termes nodzuchi (野槌 ; marteau des champs »), tatekurikaeshi (転バシ), ou encore tsuchinbo (ツチンボ), toutefois, certaines variantes comme nodzuchi et tsuchikorobi (土転び) sont parfois considérées comme des yōkai distincts.

## Caractéristiques

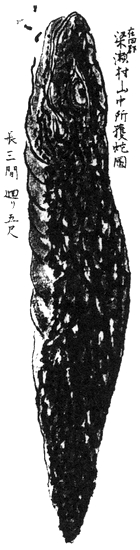
Illustration du Nozuchi dans le Yaan-sōmoku-tsūshi (1859).

La description la plus générale du tsuchinoko est celle d’une créature serpentiforme dotée d’un corps allongé, mais extrêmement court, comme gonflé en son centre, dont l’extrémité se termine par une petite queue. Cette forme particulière évoque celle d’une bouteille ou bien d’un maillet, d’où son nom. Sur les différentes iconographies, il est souvent représenté d’une couleur noirâtre, brunâtre ou jaunâtre. S’il est souvent catégorisé comme étant un serpent, certaines caractéristiques ne le rendent pas biologiquement apparenté, comme la présence de paupières, mais comme les serpents, il serait doté d’un venin extrêmement puissant. Les femelles auraient une dentition espacée.
Sur le plan comportemental, il se déplacerait en faisant aller la partie avant et arrière de son corps, à la manière de la chenille arpenteuse. Malgré son corps ramassé, il est extrêmement rapide. Il lui arrive de se déplacer en roulant sur le côté ou bien en se mettant en boule, en avalant sa propre queue à la manière de l’ouroboros. Certaines sources avancent que ses sauts pourraient atteindre jusqu’à 5 mètres de hauteur et une dizaine de mètres de longueur. Contrairement aux autres serpents, il lui arrive de vocaliser en faisant de petits sons aigus, retranscrits en japonais sous le terme « tchi » et de ronfler.
Il aime les odeurs de miso, de surume (calamar séché) et de cheveux brûlés. Il apprécie également le saké.

## Mentions

### Origines

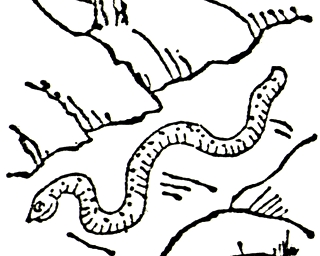
Illustration du Nozuchi dans le Wakan Sansai Zue (1712).

Le tsuchinoko a davantage tendance à être considéré comme un cryptide plutôt que comme un yōkai, car la dénomination en tant que tel ainsi que le folklore autour, et la chasse qui lui est faite restent un phénomène relativement récent, remontant aux années 1960. Pourtant, la figure d’un serpent au corps tubulaire n’est pas nouvelle : des créatures serpentiformes étaient déjà représentées sous la forme d’artefacts et de gravures sur des céramiques datant de la période Jōmon. Parmi ces découvertes figurent des objets provenant de Gifu dans la préfecture de Gifu et de Nagano dans la préfecture de Nagano.
La première mention supposée d’une créature pouvant être apparentée au tsuchinoko proviendrait des deux grands recueils de chroniques de la mythologie japonaise : le Kojiki et le Nihon Shoki. Ces textes font référence à une divinité des champs appelée Nonotsuchi (野槌).
En 1712, le Wakan Sansai Zue de Terajima Ryōan décrit le nodzuchi comme une créature des montagnes profondes, ressemblant à un maillet sans manche. Il y est écrit :  
« Une sous-espèce de serpent Gobokuda qui vit dans les montagnes reculées. Sa tête et sa queue sont égales, et sa queue n’est pas pointue. Il ressemble à un maillet sans poignée, d’où son nom. On le voit souvent près de la cascade Seimei de la rivière Natsumigawa dans les montagnes de Yoshino. Sa bouche est grande, et il mord les jambes des gens. En descendant une pente, il est extrêmement rapide, mais il est très lent en montant. Si vous en croisez un, montez rapidement sur un terrain élevé pour échapper à sa poursuite. »
En 1799, le recueil Seijō Kaidanroku rassemble des histoires de fantômes de la région de Kaga (actuelle préfecture d'Ishikawa) et inclut le témoignage d’un certain Urushiden, qui affirme avoir vu un tsuchinoko. Il le décrit comme « noir, rond et mesurant environ 45 cm, roulant sur lui-même ».

### Période contemporaine
En 1959, l’écrivain Yamamoto Soseki affirme avoir vu un tsuchinoko vivant à proximité de Kyoto, ce qui déclenche une vague d’intérêt sans précédent. Cet événement marque le début de nombreuses mentions modernes de la créature.

#### Témoignages
De nombreux témoignages d’observations du tsuchinoko ont été rapportés à travers le Japon. Dans la région du Tōhoku, un animal lui ressemblant aurait été aperçu près du lac Towada, tandis qu’en 2007, un cadavre supposément similaire a été découvert dans une botte de foin au village d’Ōkura, mais des analyses ont suggéré qu’il s’agissait en fait d’une vipère de la mort (Acanthophis antarcticus), un serpent venimeux originaire d’Australie.
Dans la région du Kantō, des observations ont été signalées dans des zones urbaines comme Tsuchiura, le long du fleuve Tama, et à Shiroi, où un animal aurait sauté sur une distance de 3 mètres en 2008.
La région de Chūbu est également marquée par de nombreux témoignages, notamment à Higashishirakawa, célèbre pour son « Tsuchinoko Festa », ainsi qu’à Nakatsugawa, où un cadavre identifié comme un scinque rugueux (Tiliqua rugosa) a été trouvé en 1992.
Dans le Kansai, plus de 50 témoignages ont été recensés dans la région de Tajima, et à Mikata, une couleuvre de l’espèce (Rhabdophis tigrinus) gestante a été initialement prise pour un tsuchinoko en 2004.

#### Apparitions dans la culture populaire
En 1972, l’écrivaine Tanabe Seiko publie en feuilleton dans le journal Asahi une œuvre inspirée de Yamamoto intitulée Subette Koronde. Adaptée en série télévisée l’année suivante, cette œuvre contribue à populariser le nom du tsuchinoko dans tout le Japon. Depuis lors, il est devenu une figure récurrente dans les mangas, les animés et les jeux vidéo. Par exemple :  
- En 1999, le jeu vidéo Pokémon Or et Argent, développé par Game Freak, introduit un Pokémon nommé Insolourdo, inspiré du tsuchinoko. Son design ajoute des caractéristiques telles que de petites ailes et une queue en forme de vrille. Une évolution appelée Deusolourdo apparaît dans Pokémon Écarlate et Violet en 2022.
- En 2013, le jeu vidéo Yo-kai Watch, développé par Level-5, fait apparaître le tsuchinoko sous la forme d’un yōkai très rare. Dans la version française du jeu, il est nommé noko et dispose de nombreuses versions alternatives dotées d’apparences et de facultés spécifiques.

#### Initiatives locales
À l’instar de nombreuses créatures du folklore japonais, de nombreuses initiatives locales sont mises en place autour du tsuchinoko pour tenter de dynamiser des localités souvent isolées, avec des musées, des expositions, ou bien des chasses organisées dans le cadre de festivités entre autres. Le village d’Higashishirakawa, dans préfecture de Gifu, a construit un musée dédié au tsuchinoko. Ce village possède également un sanctuaire construit en 1989 en son honneur. Chaque année en mai, il organise l’événement « Tsuchinoko Festa », une chasse collective au tsuchinoko avec une récompense promise pour sa capture. Cet événement a été suspendu entre 2020 et 2022 en raison de la pandémie de Covid-19, avant de reprendre le 3 mai 2023,. La chasse est accompagnée des mascottes officielles de l’événement, « Tsucchi & Nokorin », qui participent à diverses activités locales et extérieures en tant que yuru-chara. Plusieurs autres municipalités japonaises ont également proposé des récompenses importantes pour la capture du tsuchinoko. Par exemple, l’ancien village de Chikusa, dans la préfecture de Hyōgo, avait offert jusqu’à 2 milliards de yens, avant de l’annuler lors de la fusion du village pour former la ville de Shisō,. La ville de Yoshii, dans la préfecture d’Okayama, a offert 20 millions de yens, tandis que Mikata (Hyōgo) a promis un terrain résidentiel de 100 tsubo (aux alentours de 300 mètres carré). En 1989 à Jōge, dans la préfecture d’Hiroshima, il s’agit d’une récompense de 3 millions de yens, qui a été mise en place. L’entreprise Seibu a proposé des primes variées, allant de 60 000 yens pour une photographie à 300 000 yens pour une capture vivante. L’éditeur Yama to Keikoku offrait 100 000 yens pour une photographie du tsuchinoko, tandis que la ville de Susami, préfecture de Wakayama, proposait une récompense de 1 million de yens accompagnée d’un sanglochon en guise de prix. Dans le village de Higashishirakawa, la récompense annuelle pour la capture du tsuchinoko augmente de 10 000 yens chaque année depuis 1989, atteignant 1,31 million de yens en 2023. D’autres offres incluent 1 million de yens de la part du magazine Mu et de la municipalité de Shimokitayama, dans la préfecture de Nara.

## Hypothèses sur son identité

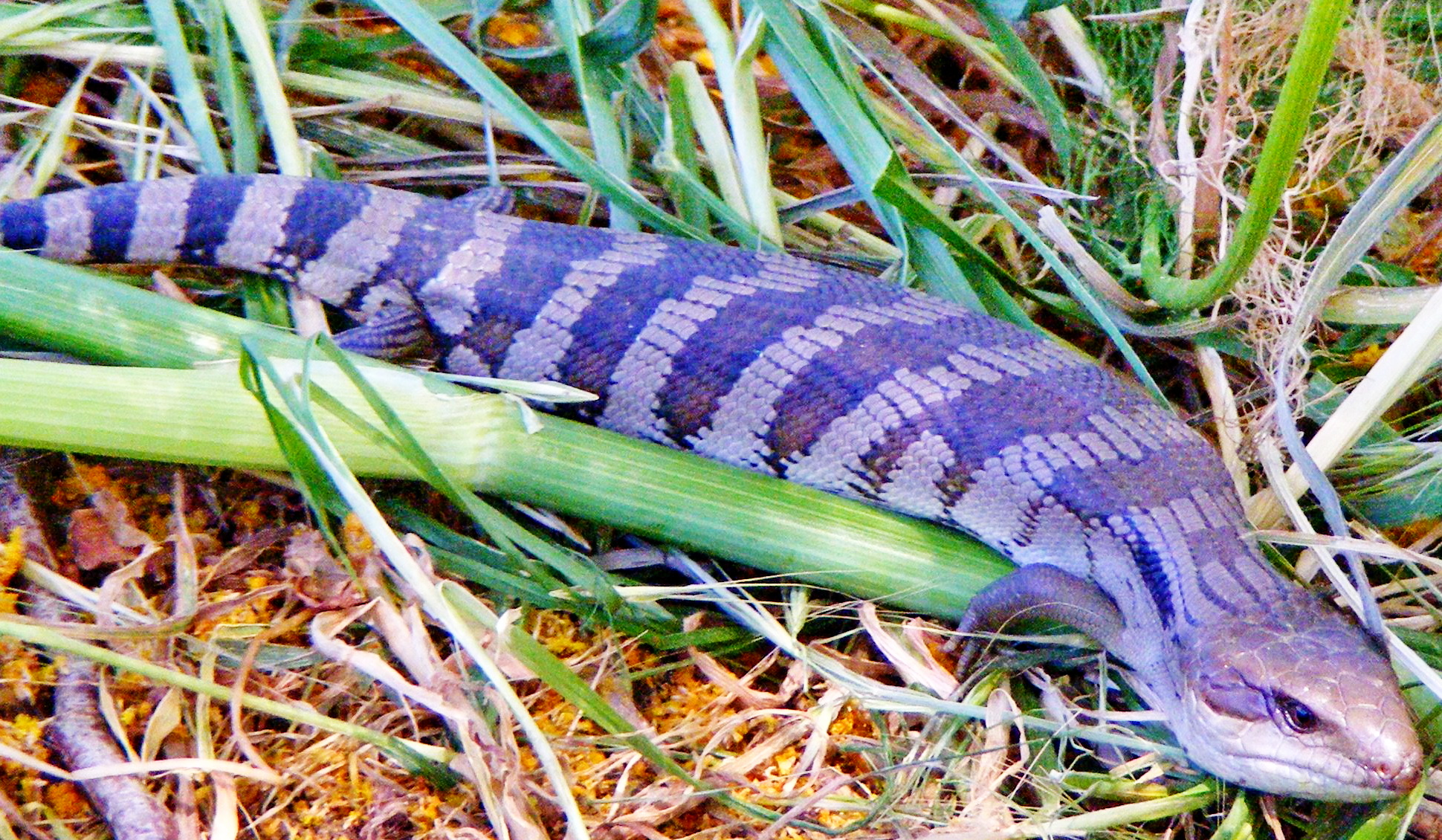
Un jeune Scinque à langue bleue.

Plusieurs théories ont été avancées pour expliquer l'identité du tsuchinoko. Certaines personnes pensent qu'il pourrait s'agir d'une espèce pas encore découverte, comme un serpent encore inconnu ou un lézard aux pattes atrophiées, comparables aux orvets existant ailleurs dans le monde. Une hypothèse propose que des confusions aient eu lieu avec des espèces déjà connues, telles que le scinque à langue bleue (Tiliqua scincoides) introduit au Japon dans les années 1970, qui aurait coïncidé avec l'augmentation des témoignages. Dans certains cas, ces reptiles auraient voyagé dans des cargaisons de bois importé. Une autre espèce souvent évoquée est le Scinque rugueux (Tiliqua rugosa), dont les membres peuvent être dissimulés sous le corps, renforçant la ressemblance avec le tsuchinoko.
Des confusions avec des serpents sont également probables. La vipère de la mort, un serpent venimeux trapu souvent observé dans des témoignages, pourrait être une source d'erreur. Le Habu Hime (Ovophis okinavensis), une espèce des îles méridionales du Japon, est également mentionné pour sa morphologie proche des descriptions du cryptide. Les serpents locaux comme le crotale du Japon ou la couleuvre tigrée pourraient avoir été pris pour le tsuchinoko lorsqu'ils présentaient un abdomen gonflé, soit en raison de la gestation, soit après avoir avalé une proie volumineuse. Certains avancent que le tsuchinoko pourrait être une construction mythique née d'un mélange de témoignages divers, amplifiés par les récits populaires et l'imaginaire collectif.